# هيروكي ناكاجيما
هيروكي ناكاجيما (باليابانية: 中島弘貴؛ بالكانا: なかじま ひろき) هو ملاكم كيك بوكسينغ ياباني، ولد في 5 يوليو 1988 في هاتشيؤوجي في اليابان.